# ماساكي توما
ماساكي توما (مواليد 2 يونيو 1973 في هيروشيما) هو حكم كرة قدم ياباني. أصبح حكم دولي معتمد من قبل الاتحاد الدولي لكرة القدم منذ عام 2009. سبق له أن حكم في الدوري الياباني منذ عام 2008 وقد أدار عدد من المباريات الدولية الودية.